# حننه ولد سيدي
حَنَنَّه ولد سيدي ولد حَنَنَّه (ولد عام 1956 في مدينة باسكنو بأقصى الشرق الموريتاني) قائد عسكري ووزير موريتاني يشغل منصب وزير الدفاع منذ بداية عهد الرئيس محمد ولد الغزواني أغسطس عام 2019. كان ضمن القادة الـ11 الذين انقلبوا على الرئيس سيدي محمد ولد الشيخ عبد الله، أول رئيس موريتاني منتخب، في انقلاب 6 أغسطس 2008 «الأبيض» (لم تتخلّله مواجهات عسكرية)، والذي قاده الجنرالان محمد ولد عبد العزيز (القائد الفعلي) و‌محمد ولد الغزواني، اللذيْن تناوبا على الرئاسة بعد ذلك. وهو أحد الوزراء القلائل الذين حضروا في حكومات غزواني الثلاث بتعديلاتها الجزئية الخمسة، مع الوزيرين الأوليْن إسماعيل ولد بده ولد الشيخ سيديا و‌محمد ولد بلال، وهو ثاني اثنين فقط احتفظوا في جميع الحكومات بنفس الحقيبة الوزارية، إلى جانب وزير الشؤون الإسلامية والتعليم الأصلي الداه سيدي أعمر طالب.
وُلد عام 1956 في مدينة باسكنو (التابعة لولاية الحوض الشرقي) في أقصى شرق موريتانيا (أكثر من ألف كيلوميتر شرق العاصمة نواكشوط). حصل على الباكالوريا في الرياضيات، وأخذ شهادة دراسات جامعية في الحقوق، وماجستير في العلوم الإدارية والعسكرية. وقد تولى في سبتمبر 2018 قيادة القوات المشتركة لدول الساحل الخمس (G5) التي أنشأتها دول الساحل الإفريقي (موريتانيا و‌مالي و‌النيجر و‌بوركينا فاسو و‌تشاد) عام 2017، بمساهمة من فرنسا التي تمتلك نفوذا ووجودا معتبرا في المنطقة.